# Дервишагића кућа
Дервишагића кућа је национални споменик Босне и Херцеговине. Налази се у махали Црвена ријека у Сребреници. Кућа потиче из 19. века и представља једини сачувани пример градске куће у Сребреници из Османског периода владавине. Првобитни власник куће био је сребренички кадија хаџи Хусејин еф. Ђозић. Током 20. века, кућу је купио Расим Травничанин, син Дервиш-аге Травничанина и од тада кућа постаје позната под називом Дервишагића кућа.

## Историја објекта
Након Аустроугарске окупације Босне и Херцеговине 1878. године почело је масовно прикупљање података у Босни и Херцеговини. Једни од значајнијих била је и прављење аустроугарског катастарског плана. Према подацима плана из 1894. године, ова кућа је уцртана као објекат сребреничког кадије Хаџи Хусејн ефендије Ђозића.
Дервишагића кућа се налази у близини Харем џамије у махали Црвена ријека у северноисточном делу Сребренице. У време изградње куће, махала је имала око 25 кућа, џамију и мектеб. Првобитни назив махале био је Губер или Црни Губер.
Не постоје прецизни подаци да ли је кућу саградио Хаџи Хусејн ефендија Ђозић, који је пре него што ће постати сребренички шеријатски судија исту функцију обављао у Љубињу  гдје је био наиб, или ју је саградио његов отац Абдул Ђозић, син сребреничког имама Хусејна.
Године 1924. син сребреничког кадије, Хаки ефендија Ђозић продаје кућу Расиму Травничанину. Након Дервиш-агине смрти, цела породица постаје звана Дервишагићи а њихова кућа Дервишагића кућа. Кућа је служила за становање све до почетка оружаних сукоба у Босни и Херцеговини деведесетих година двадесетог века.

## Опис добра
Према типу кућа се сврстава у класичне босанскохерцеговачке катне дималучаре. Једноставне је правоугаоне основе и класичног облика карактеристичног за стамбену архитектуру 19. века на овим просторима. Сутерен је изграђен од ломљеног камена повезаног кречним малтером и дрвеним гредама, док су спратови саграђени од дрвета и ћерпоћа, набијене земље и чатме. Дервишагића кућа била је прекривена шиндром.
Сутерен се састоји од две међусобно повезане просторије које су служиле као кућне оставе — магазе. У мањој просторији постоји један прозор који гледа на уличну страну, док у већој има два прозора са гвозденим демирима и дрвеним капцима. Приземљу куће може се приступити кроз двоја врата.
Првом спрату приступало се кроз улаз на северозападној страни објекта. Такође, и на овој етажи биле су две собе између којих је била мања остава. У мањој соби, познатој као пекари налазило се огњиште облепљено клесаним каменом, долафи и бакрач. Надомак пећи налазила се бањица и абдестлук. Просторије на првом спрату имали су седам прозора. Дрвеним степеницама са приземља долазило се до другог спрата на којем су се налазиле диванхана и две собе између којих се налазио дималук. На зидовима у собама биле су постављене такозване рафе — полице за излагање посебног посуђа, књига и важних декоративних ствари.
Кућа је била прекривена дрвеним четвртастим кровом преко којег је постављен покривач од шиндре.
Након урушавања 2012. године, већи део куће је значајно оштећен, заједно са унутрашњим мобилијерима.

## Степен заштите
Комисија за очување националних споменика Босне и Херцеговина донела је, фебруара 2014. године, одлуку да се Историјска грађевина — Кућа сребреничког кадије хаџи Хусејна еф. Ђозића (сада Дервишагића кућа) у махали Црвена ријека у Сребреници прогласи националним спомеником. Пре овога, кућа је била уписана у регистар непокретних споменика културе Савезне Републике Босне и Херцеговине, октобра 1977. године.
Због материјала од којег је изграђена Дервишагића кућа али и због година небриге, објекат је доста оронуо. Велике снежне падавине из 2012. године урушиле су велики део куће. Елаборат заштите и реконструкције националног споменика урађен је 2010. године, али до краја 2019. године, реконструкција није започета због нерешених имовинских односа.